# Томо Миличевич
Томислав «Томо» Миличевич (Томат-Ховат, англ. і хорв. Tomislav Miličević; нар. 3 вересня 1979, Сараєво, СФРЮ) — американський рок-музикант та екс-гітарист альтернативної рок-групи Thirty Seconds to Mars. Етнічний хорват. Проживає у Детройті.

## Сім'я
У віці трьох років Миличевич з батьками, Тонкою і Дамиром Миличевичами, переїхав до Троя (штат Мічиган, США), де закінчив Athens High School. Він говорив, що якби вони залишилися в Югославії, то у 16 років він був би вже в армії, а в 17 бився б на фронті. Коли Миличевичу було 18 років, його батьки відкрили ресторан у Лос-Анджелесі. У Томо є старша сестра — модель і акторка Івана Миличевич.

## Музика
Томо навчався на скрипаля, він почав грати в 3 роки і грав до 19 років. Потім він відкрив для себе хеві-метал. Томислав сказав батькові, що хоче грати на гітарі і вони зробили її разом. Томо професійно грав на гітарі кілька років. Він почав писати музику, коли йому було 17. Миличевич описував свою музику, як рок; на нього вплинули Nirvana, Led Zeppelin, Deep Purple, Metallica під час Kill 'Em All, The Who, Alice in Chains і Slayer. Він навчався у кулінарной школи й отримав освіту кухаря, але музика залишилася його справжньою пристрастю. Якийсь час він грав з місцевою групою з Мічигану Morphic.
Потім Томо вирішив остаточно залишити музичний бізнес і продати всі свої інструменти. Тоді Шеннон Лето сказав йому про прослуховування в 30 Seconds to Mars, тому що Солон Бікслер покинув групу. Томо вже був одним з найбільших шанувальників ще з створення групи. Він був відібраний з 200 музикантів, спочатку в силу його таланту, а потім через його доброту та індивідуальність. П'ять днів після, 3 лютого 2003, Томо грав з Джаредом Лето, Шенноном Лето і Меттом Уоктером на The Late Late Show з Крейгом Кілборн.
Гітара, яку він зробив зі своїм батьком, використовувалася на записі другого альбому A Beautiful Lie в пісні «A Modern Myth». На інтерв'ю Томо сказав, що після запису він подзвонив своєму батькові, щоб сказати, що він використовував гітару.[джерело?] У той час, як 30 Seconds to Mars тільки закінчили свій «Welcome To the Universe Tour», вони намітили, що будуть на «Taste of Chaos Tour» разом з The Used, який почнеться 15 лютого 2007. 30 Seconds to Mars почали світовий тур, що проходив у Європі, Австралії та Азії до 1 грудня 2007. У 2008 30 Seconds to Mars почали європейський тур, в якому сказали, що почали працювати над третім альбомом групи. В інтерв'ю Kerrang! вони оголосили, що третій альбом буде названий This is War. На записі Томо також грає на басу, чергуючись з Джаредом Лето.

### Додаткові факти
1. Томо — шульга, але грає на гітарі для праворуких.
2. Крім сестри Івани має брата Філіпа.
3. За освітою кухар, але попри це, ніколи не готував для своїх колег по групі.
4. Любить готувати японську їжу.
5. Любить бельгійське пиво.
6. Просто обожнює чорничні кекси.
7. Є вегетаріанцем і бореться за права тварин.
8. Він говорить, що першим концертом, який він відвідав, були Nirvana, але пізніше говорив в інтерв'ю, що «правдиво не вірно … Я думаю, що це була Пола Абдул і „Живий колір“».[джерело?]

### Інструменти
Томо грає на гітарі марки Gibson Les Paul Custom guitar з використанням наступних пристроїв: педаль гучності Ernie Ball, педаль Digitech whammy, Ibanez Tube Screamer, Boss Super Chorus, Boss Flanger, Boss DD-20 Giga Delay.